# Gretl Keren Fischerová
Gretl Keren Fischerová, správně Gretl Keren Fischer, narozena jako Gretl Krause (* 18. dubna 1919 Olomouc – 24. listopadu 2013 Ottawa), byla československo-kanadská spisovatelka, dramatička, literární kritička a vysokoškolská učitelka židovského původu. Na rozdíl od rodičů, kteří byli zavražděni v vyhlazovacích táborech, unikla holocaustu a dlouho žila v Kanadě. Její další používaná jména byla: Gretl Keren Krausová, Gretl K. Fischer a Gretl Kraus Fischer.

## Životopis
Gretl Fischerová byla dcerou obchodníka Arnošta Krause a jeho manželky Anny Krausové, rozené Diamantové. Ještě před zatčením a deportací olomouckých Židů, ke kterým došlo zejména v roce 1942, odcestovala Gretl Krause v roce 1939 do Anglie, kde žila dvanáct let. Rodiče Arnošt Kraus, narozen 25. listopadu 1886, a Anna Krausová, narozena 26. července 1891, byli deportováni v červnu 1942 do Terezína a v srpnu 1942 dále do vyhlazovacího tábora Malý Trostinec a tam zavražděni. 5. srpna 2016 byly v Olomouci pro její rodiče položeny dva kameny zmizelých.
V Londýně Gretl Krausová zpočátku pracovala jako pokojná a prodavačka, od roku 1944 do roku 1951 jako asistentka knihovníka a knihovnice, mimo jiné pro Organizaci spojených národů a britskou dopravní komisi British Transport Commission. V roce 1951 se přestěhovala do Kanady, kde žila ve Vancouveru a později v Ottawě. Po kancelářských a knihovnických činnostech začala v roce 1953 studovat na University of British Columbia ve Vancouveru anglickou literaturu. Titul B.A. získala 1956 a pracovala tam do toku 1958 jako lektorka pro němčinu. Po přestěhování do Ottawy pokračovala ve studiu na místní Carleton University a získala titul M.A.. Na McGill University v Montrealu v roce 1972 promovala a získala titul Ph.D. Od roku 1969 do roku 1976 pracovala jako učitelka angličtiny na Algonquin College v Ottawě, poté do roku 1979 jako lektorka angličtiny na Carleton University.
Gretl Fischerová se angažovala v oblasti ochrany životního prostředí a lidských práv.
Fischerová byla autorkou několika scénografických her a pracovala také jako literární kritička a autorka esejů a příběhů. Její silný zájem o judaismus se projevil zejména ve studii Hledání Jeruzaléma: Náboženství a etika v spisech A.M. Kleina (Montreal 1975).
V 70. letech navštívila Fischerová izraelský památník Jad vašem a poskytla muzeu holocaustu materiál o svých rodičích, zavražděných ve vyhlazovacím táboře Malý Trostinec.

## Dílo
Gretl Keren Fischerová publikovala v některých antologiích, jako např. British Columbia Centennial Anthology (1958) a Refugees: An Anthology of Poems and Songs (1988). Její příběhy a eseje se objevily v časopisech jako Queen's Quarterly, Dalhousie Review, Fiddlehead, Edge, Canadian Literature a další. Před rokem 1999 publikovala pod jménem Gretl Kraus Fischer, později většinou jako Gretl Keren Fischer. Mezi její nejznámější práce patří:
- In Search of Jerusalem: Religion and Ethics in the Writings of A. M. Klein, McGill-Queen’s University Press, Montreal 1975 ISBN 0-7735-0227-0
- Skeptics (trilogie se třemi jednočinnými divadelními hrami), Ottawa 1986
- An Answer for Pierre (román), Borealispress, Ottawa 1999 ISBN 978-0-88887-862-5
- The Ethical Command of the Cosmos: Religious Naturalism as a Reliable Guide Toward a Beneficent Ethic, Borealispress, Nepean, Ontario 2016, ISBN 978-0-88887-649-2